# لی جونگ-آئه
لی جونگ-آئه (انگلیسی: Lee Jong-ae؛ زادهٔ ۱۸ مارس ۱۹۷۵) بازیکن زن بسکتبال اهل کره جنوبی بود. وی در بازی‌های المپیک تابستانی ۱۹۹۶، ۲۰۰۰، ۲۰۰۴ و ۲۰۰۸ شرکت کرده‌است.